# رماح (نبات)
رماح أو صُر (الاسم العلمي: Nuxia)، جنس نباتات مُزهرة من فصيلة سطحائيات جافة وصفت في عام 1791. تم وضعها سابقًا في فصيلة اللوغانية والبدليات.
أعطانها في إفريقيا وشبه الجزيرة العربية وبعض الجزر في المحيط الهندي.
الأنواع
1. Nuxia allorgeorum Jovet - مدغشقر
2. Nuxia ambrensis Jovet - مدغشقر
3. Nuxia capitata Baker  - مدغشقر
4. Nuxia congesta R.Br. ex Fresen. - السعودية, معظمها في أفريقيا جنوب الصحراء
5. Nuxia coriacea Soler. - مدغشقر
6. Nuxia floribunda Benth. - E + S أفريقيا من أوغنداإلى الكاب (مقاطعة)
7. Nuxia glomerulata (C.A.Sm.) Verd. - ليمبوبو
8. Nuxia gracilis Engl. - ليمبوبو, الكاب (مقاطعة)
9. Nuxia involucrata Aug.DC. - مدغشقر
10. Nuxia isaloensis Jovet - مدغشقر
11. Nuxia oppositifolia (Hochst.) Benth. - اليمن, السعودية, مدغشقر, E + C + S أفريقيا من إريتريا إلى كوازولو ناتال
12. Nuxia pachyphylla Baker - مدغشقر
13. Nuxia pseudodentata Gilg - جزر القمر
14. Nuxia sphaerocephala Baker - مدغشقر
15. رماح (نبات) Lam. - موريشيوس, لا ريونيون

## روابط خارجية
- http://www.theplantlist.org/browse/A/Stilbaceae/Nuxia/